# Truncatoflabellum incrustatum
Espèce
Statut CITES
Truncatoflabellum incrustatum est une espèce de coraux appartenant à la famille des Flabellidae.